# Erhvervsarkivet
Erhvervsarkivet eksisterede fra 1948 til 2015, i det sidste år dog med navnet Rigsarkivet, Aarhus. Arkivet havde adresse på Vester Allé 12 i Aarhus og var en del af Statens Arkiver (fra 2014 kaldes hele organisationen Rigsarkivet). Fra 2016 videreføres arkivets opgaver af Rigsarkivet, Viborg. Dog overføres Aarhus Kommunes arkivalier til Aarhus Stadsarkiv der har til huse i hovedbiblioteket DOKK1.
Bygningen, som Erhvervsarkivet havde til huse i, kendes også som "Smykkeskrinet", og den er fredet. Den er opført i 1898, tegnet af Hack Kampmann, og oprindeligt bygget til at huse Statsbiblioteket. Efter en omfattende renovering, bruges bygningen fra 2021 nu af Retten i Aarhus.

## Oprettelse
Erhvervsarkivet blev oprettet som en selvejende institution i 1948. I 1962 blev det ved en særlig lov overtaget af staten for i 1992 med vedtagelsen af arkivloven at blive en del af Statens Arkiver.

## Arkivets bygninger 1948-2015
Ved oprettelsen i 1948 var Erhvervsarkivet placeret i kælderen under Aarhus Rådhus, fra 1950 i kælderen under Aarhus Universitets hovedbygning og endelig fra 1956 i den tidligere station for Aarhus-Hammelbanen i Carl Blochs Gade. I 1963 blev arkivet placeret i den smukke bygning, der oprindelig husede Statsbiblioteket. Bygningen kaldes også Smykkeskrinet og er opført 1898-1902 efter tegninger af arkitekten Hack Kampmann. Den blev fredet i 1988.
Da Aarhus Kommune i 2011 oprettede Aarhus Stadsarkiv fik dette også adresse i bygningen, hvilket gav mulighed for et tæt samarbejde imellem de to arkivinstitutioner. Blandt andet havde de to arkiver fælles læsesal.
I september 2014 blev det annonceret, at Statens Arkiver i løbet af 2015-16 vil flytte Erhvervsarkivet fra Aarhus til Viborg, hvor det fremover vil blive placeret som en del af Landsarkivet for Nørrejylland (fra 2014 kaldet Rigsarkivet, Viborg).
Erhvervsarkivet er i dag en del af Rigsarkivet, Viborg.

## Opgaver og samlinger
Erhvervsarkivet indsamlede arkivmateriale om dansk erhvervslivs udvikling. Private erhvervsvirksomheder og organisationer har i Danmark ikke pligt til at bevare eller aflevere materiale til offentlige arkivinstitutioner, og derfor foregik indsamlingen af materiale ved forhandlinger og aftaler om frivillig aflevering. På denne måde opnåede Erhvervsarkivet at indsamle 7000 arkiver fra virksomheder af enhver art. Det ældste indsamlede materiale er fra 1500-tallet, men hovedparten stammer fra perioden 1850-1950.
Som en særlig opgave havde Erhvervsarkivet taget vare på Aarhus Kommunes arkivalier indtil oprettelsen af et stadsarkiv i 2014.

## Lukning og flytning i 2015
Annonceringen om Erhvervsarkivets flytning i 2014 gav i Aarhus anledning til en del offentlig debat, bl.a. fra forskere og studerende. Også i 2001 var der planer om en flytning, hvilket  blev afværget ved organisatorisk at videreføre arkivet som en aarhusiansk afdeling af Landsarkivet i Viborg.
I 2014 fandt yderligere ændringer sted af organisationen hos Rigsarkivet/Statens Arkiver, der begrundede flytningen med, at de eksisterende magasiners tilstand ikke fremover var velegnet til opbevaring af arkivalierne. I stedet ønskede Rigsarkivet at benytte en nybygget magasinbygning i tilknytning til Rigsarkivet, Viborg og at stille materialet til rådighed på læsesalen på Ll. Sct. Hans Gade 5 i Viborg.
Der blev dog givet tilsagn om, at Aarhus Kommunes arkivalier, hvoraf en del blev opbevares på Erhvervsarkivet, kunne overdrages til Aarhus Stadsarkiv og fra 2016 ses på Stadsarkivets læsesal på Dokk1.
Erhvervsarkivets læsesal havde sidste åbningsdag d. 18. december 2015, hvor en arkivbruger og en læsesalsvagt som afslutning holdt hver deres taler.